# Bärighetsklass

Vägmärke för angivning av bärighetsklass

Bärighetsklass, BK, är den klassificering som används av Trafikverket i Sverige för att gradera bärighet, det vill säga hur tunga fordon en bro eller en väg i det allmänna vägnätet får belastas med. Enskilda vägar är inte klassificerade utan regleras med lokala bestämmelser.

## Indelning
Från och med 1 juli 2018 är det svenska vägnätet indelat i fyra bärighetsklasser:
BK1
På vägar och broar med bärighetsklass 1 tillåts högre fordonsvikter. Denna klassificering följer även EU:s bestämmelser. 83 % av det allmänna vägnätet i Sverige omfattas av BK1. För BK1 gäller max 64 tons bruttovikt.
BK2
För vägar med klassificeringen BK2 gäller max 51,4 tons bruttovikt. Beroende på fordonets axelavstånd och axeltryck kan tillåten bruttovikt vara betydligt lägre.
BK3
För vägar med klassificeringen BK3 gäller max 37,5 tons bruttovikt för ekipage med axelavstånd på 22,0 m eller större. Dock med tillägg på 0,25 ton för varje 0,2m som axelavståndet överstiger 22,0 meter. Beroende på fordonets axelavstånd och axeltryck kan tillåten bruttovikt vara betydligt lägre.
BK4
För vägar med klassificeringen BK4 gäller max 74 tons bruttovikt. Denna Bärighetsklass gäller på ca 12 % av det svenska vägnätet. 

## Historik
Viktbestämmelserna har förändrats och kompletterats över tid.
Högsta tillåtna bruttovikt var:
| Årtal | Vikt (ton) |
| ----- | ---------- |
| 1920  | 10         |
| 1930  | 12         |
| 1944  | 24         |
| 1952  | 33,5       |
| 1968  | 37,5       |
| 1974  | 51,4       |
| 1990  | 56         |
| 1993  | 60         |
| 2015  | 64         |
| 2018  | 74         |